# 英國國防副參謀長
英國國防副參謀長（英語：Vice-Chief of the Defence Staff，縮寫VCDS）是英國國防參謀長的副手，是英國武裝部隊的負責人之一。

## 歷史
1964年之前，該職位的頭銜為英國代理國防參謀長。1966年至1978年，該職位由一名三星級將領擔任。從1978年起，該職位一直由四星級將領擔任。英國國防副參謀長此職位始於1964年2月，由英國國防大臣提名，經由國王會同樞密院同意後，由英國首相任命。